# Andréi Shingariov
Andréi Ivánovich Shingariov, a veces transliterado como Andréi Shingarev, (en ruso: Андре́й Ива́нович Шингарёв; 18 de agosto de 1869-7 de enerojul./ 20 de enero de 1918greg.) fue un médico y político ruso. Fue diputado de la Duma y uno de los dirigentes del Partido Democrático Constitucional. Ministro del Gobierno provisional, murió asesinado por unos marinos poco después de la disolución por la fuerza de la Asamblea Constituyente Rusa.

## Comienzos
Su madre, Zinaída Nikanórovna, pertenecía a una familia de la nobleza rusa; su padre, Iván Andréievich Shingariov, era un próspero comerciante, primero en la región de Tambov y más tarde en la de Vorónezh. Andréi era el mayor de seis hermanos. Shingariov ingresó en la escuela secundaria de esta localidad con diez años, de la que se graduó en 1887. Continuó sus estudios en la Facultad de física y matemáticas de la Universidad de Moscú; se graduó en 1891 y en 1894 obtuvo un nuevo título en medicina. Contrajo matrimonio al año siguiente.
Entre 1895 y 1897, Shingariov ejerció como médico. Al año siguiente, comenzó a dirigir el distrito médico rural de la región de Vorónezh y hasta 1907 ejerció como médico rural. Publicó en diversos periódicos y revistas como, por ejemplo, en La idea rusa. Durante este periodo realizó diversos estudios sobre la salud de los campesinos.
Participó desde Vorónezh en la Revolución rusa de 1905. Este mismo año ingresó en el Partido Democrático Constitucional. En 1906, pasa a presidir el comité del partido en Vorónezh.
Shingariov fue elegido varias veces como diputado a la Duma.

## Periodo revolucionario

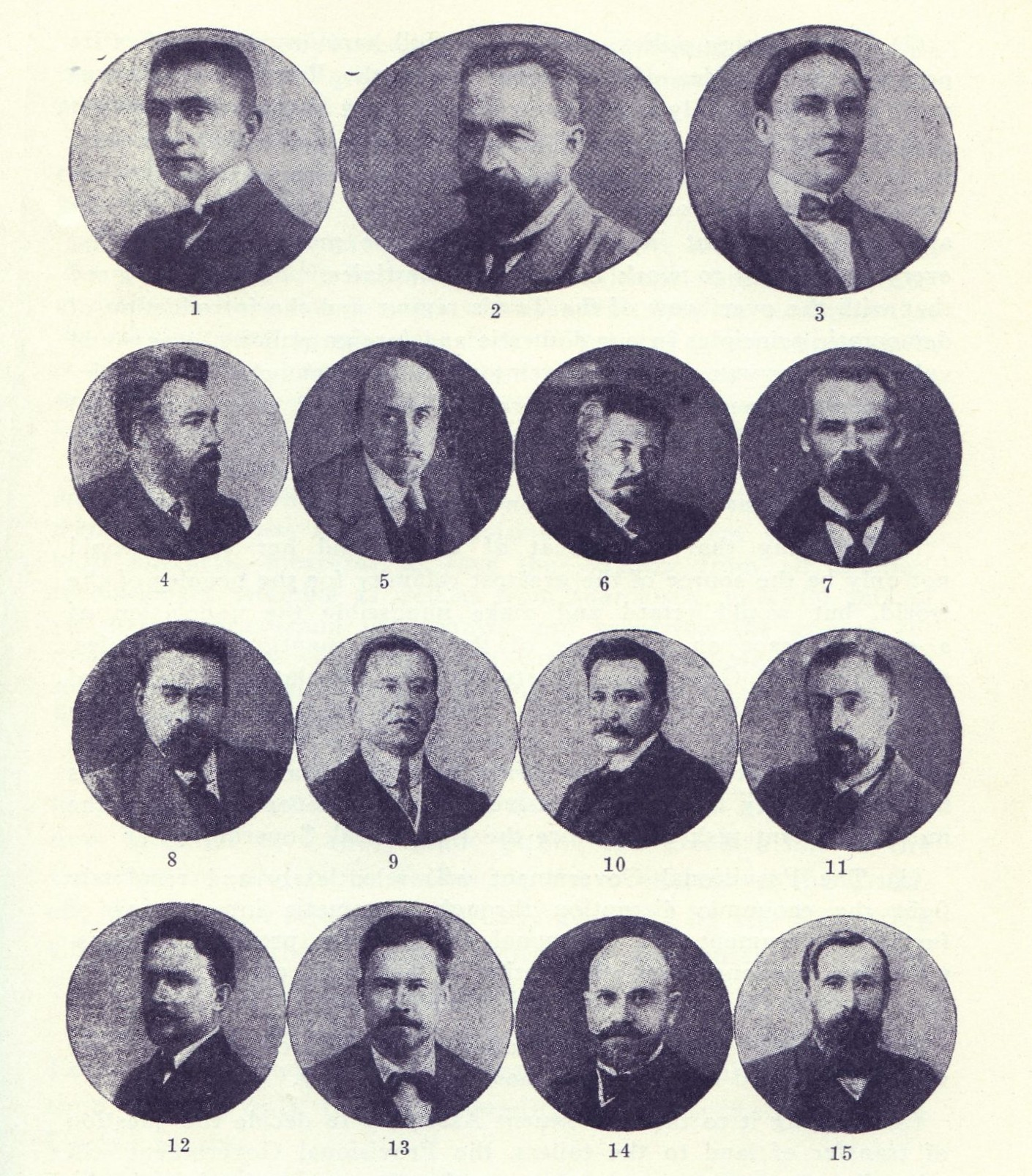
Ministros del segundo gabinete del Gobierno provisional. Shingariov (primero por la izquierda, tercera fila) fungió como ministro de Finanzas.

Participó en las estériles discusiones para apartar a Nicolás II de Rusia del trono a finales de 1916, junto con otros destacados políticos. Durante la Revolución de Febrero, exigió junto con Kérenski un cambio de Gobierno ante el ayuntamiento de la capital. Se contó entre los escasos partidarios de mantener la monarquía como forma de Estado en la reunión que concluyó con la renuncia al trono del gran duque Miguel.
Tras la Revolución de Febrero de 1917 que acabó con la monarquía en Rusia, presidió el comité de abastecimiento y se lo nombró ministro de Agricultura en el primer gabinete del Gobierno provisional. A pesar de ocupar un escaño en la Duma durante varios años, para la mayoría de la población era uno de los ministros más desconocidos, y no se lo consideraba especialmente capaz. Apoyó en vano a su correligionario Pável Miliukov durante la crisis de abril que llevó al abandono del Gobierno por parte de este.
Más tarde pasó a dirigir el Ministerio de Finanzas, tras tratar de mantenerse al frente del Ministerio de Abastecimiento, que acabó en manos del Partido Socialista Popular Alekséi Peshejónov. Era uno de los cuatro ministros kadetes del segundo gabinete del periodo interrevolucionario. Como ministros de Finanzas, preparó una ley de impuesto progresivo que criticó su propio partido. Criticó con dureza las medidas de Víctor Chernov, que lo había sucedido como ministro de Agricultura, acusándolo de permitir las tomas de fincas por los campesinos.
A comienzos de julio de 1917, se contó entre los ministros kadetes que abandonaron el Gobierno por su oposición al pacto alcanzado por este con la Rada Central Ucraniana. Días antes de la toma del poder por los bolcheviques, criticó duramente la propuesta del ministro de Defensa, el general Verjovski, de tratar de firmar la paz ante la imposibilidad de seguir combatiendo, críticas que también compartió Miliukov.
Durante la Revolución de Octubre fue uno de los representantes de su partido presentes en el ayuntamiento de la capital que enviaron delegados para tratar infructuosamente de detener los enfrentamientos entre el Gobierno y el Comité Militar Revolucionario de Petrogrado.
Poco días después de la Revolución de Octubre, un grupo de guardias rojos lo detuvo junto con otros destacados dirigentes kadetes en el apartamento de la ex viceministra de Educación Sofía Pánina como dirigente de la oposición y se lo encerró en la Fortaleza de San Pedro y San Pablo de Petrogrado. El partido había sido prohibido tras las manifestaciones a favor de la Asamblea Constituyente del 28 de noviembrejul./ 11 de diciembregreg. el mismo día de su detención. A pesar de esto, había insistido antes de su arresto en acudir a la Asamblea a pesar del peligro que corría, actitud que finalmente adoptó el partido.
El 6 de enerojul./ 19 de enero de 1918greg. se lo trasladó, junto al también kadete Fiódor Kokoshkin —los dos miembros del comité central de su partido—, al hospital Mariínskaya por encontrarse enfermo de gravedad. La noche siguiente un grupo de marinos de la Flota del Báltico entró en el hospital y asesinó brutalmente a los dos políticos. La posterior investigación del Ministerio de Justicia reveló que los asesinos habían contado con la connivencia de la Guardia Roja y con la del comandante del hospital, que justificó las muertes porque suponían «dos bocas burguesas menos que alimentar». Este fue juzgado y condenado a prisión, pero nunca se detuvo a los asesinos; los dirigentes soviéticos primero condenaron los asesinatos, pero más tarde los justificaron como parte del terror político contra la oposición.